# 荨麻叶益母草
荨麻叶益母草（学名：Leonurus urticifolius），为唇形科益母草属下的一个植物种。